# Matlock (Washington)
Matlock es un área no incorporada ubicada en el condado de Mason en el estado estadounidense de Washington.

## Geografía
Matlock se encuentra ubicado en las coordenadas 47°14′16″N 123°24′29″O / 47.23778, -123.40806.